# 世界が目を覚ますのなら
『世界が目を覚ますのなら』（せかいがめをさますのなら）は、日本のバンド・SUPER BEAVERの4枚目のミニアルバム。2013年4月3日にI×L×P× RECORDSから発売された。

## 概要
前作『未来の始めかた』から9ヶ月ぶり、ミニアルバムとしては『SUPER BEAVER』から2年6ヶ月ぶりとなるアルバム。
自身のレーベル名にもある"I×L×P× RECORDS"(アイラブポップミュージック)を形にすべく、より色の見える楽曲たちをテーマに制作された。アルバム『未来の始めかた』収録曲「歓びの明日に」のアコースティックVer.が収録されている。
| 全編曲: SUPER BEAVER。 |                                    |                    |            |       |
| #                      | タイトル                           | 作詞               | 作曲       | 時間  |
| 1.                     | 「それでも世界が目を覚ますのなら」 | 柳沢亮太・渋谷龍太 | 柳沢亮太   | 5:19  |
| 2.                     | 「東京流星群」                     | 柳沢亮太・渋谷龍太 | 柳沢亮太   | 4:03  |
| 3.                     | 「Goodbye」                        | 澁谷逆太郎         | 澁谷逆太郎 | 4:34  |
| 4.                     | 「今」                             | 柳沢亮太・渋谷龍太 | 柳沢亮太   | 4:58  |
| 5.                     | 「二人のこと」                     | 柳沢亮太・渋谷龍太 | 柳沢亮太   | 5:15  |
| 6.                     | 「歓びの明日に」(4thシングル)      | 柳沢亮太           | 柳沢亮太   | 6:01  |
| 合計時間:              | 合計時間:                          | 合計時間:          | 合計時間:  | 30:10 |